# 孔令立
孔令立（1966-），浙江衢州人。浙江省衢州市政協常務委員，孔氏南宗現任主祭。孔祥楷之子。自2020年起，孔令立每年于孔子聖誕擔負南宗祭祀責任，2021年，孔令立陪同衢州市長高屹舉行了祭孔典禮。